# Wonders of Life

Logo de Wonder of Life

Wonders of Life est un pavillon du parc Epcot de Walt Disney World Resort consacré à la santé et au corps humain. Il contient plusieurs attractions, expositions, boutiques et autres services.
Depuis le 4 janvier 2004 le pavillon est ouvert de manière saisonnière mais les attractions avaient déjà un comportement erratique depuis la perte du partenaire MetLife en juin 2001.
Le pavillon a définitivement fermé ses portes le 1er janvier 2007 par manque de visiteurs. Depuis, toutes les signalétiques (panneaux, plans, logos) ont été retirés du Pavillon et de ses environs. Le pavillon sert à recevoir des évènements spéciaux ou des soirées privées.

## Le concept
Le concept d'un pavillon consacré à la santé et au corps humain, le Life and Health Pavillon remonte à l'origine du parc EPCOT et officiellement « se devait de faire partie de Future World» mais n'avait pas pu être construit, à nouveau officiellement, en raison de « l'absence de technologie ou de technique narrative appropriée ». Plus prosaïquement le projet ne se débloqua qu'en juin 1988 lorsque l'assureur MetLife a signé un contrat de partenariat avec Disney pour construire un pavillon du type d'Innoventions mais consacré à la médecine, la santé et l'homme. Toutefois le contrat n'était que de quatre ans au lieu des dix pour les grands pavillons de Future World et cinq ans pour les espaces d'Innoventions.

## Le pavillon et son contenu

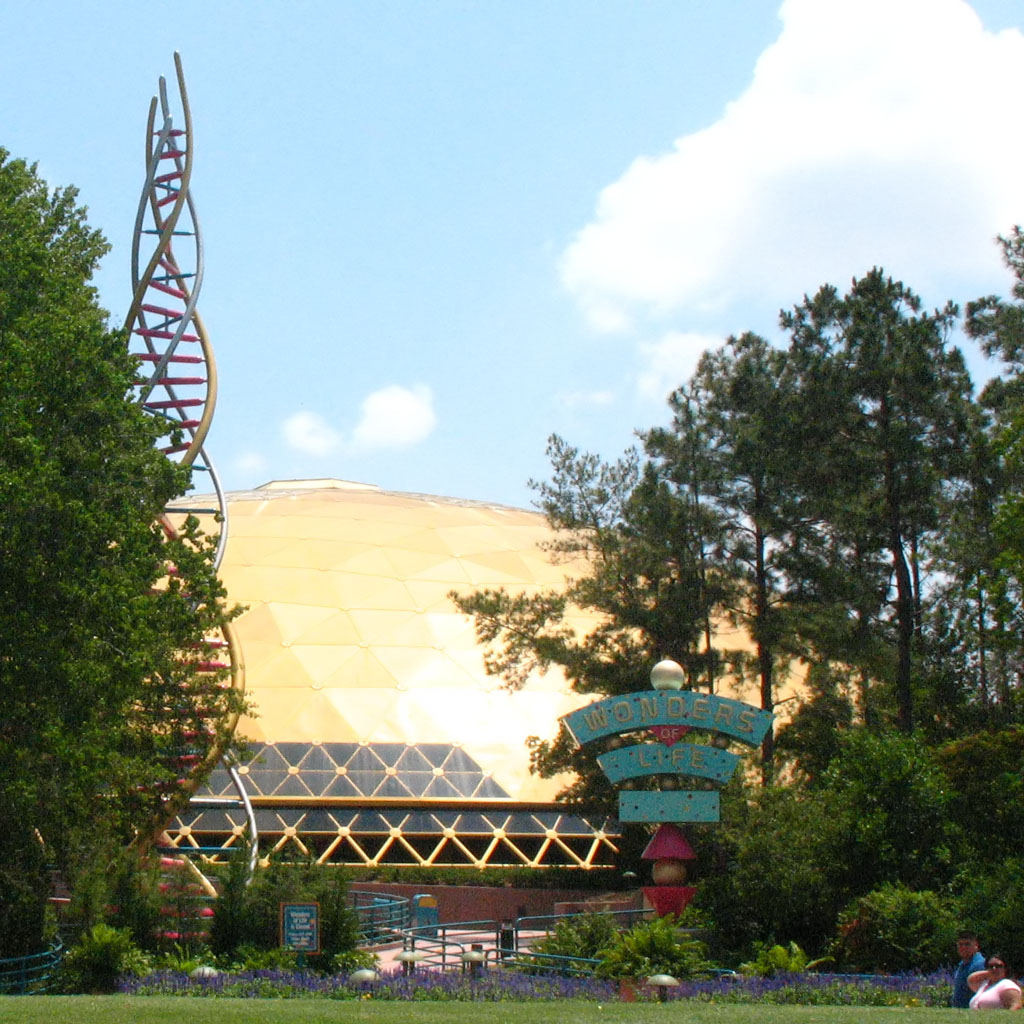
Le bâtiment.

Le pavillon est un important dôme géodésique doré situé entre Universe of Energy et Mission : Space. 
L'entrée du pavillon est marquée par un monument représentant une portion de chaîne ADN.
- Ouverture : 19 octobre 1989[2],[3].
- Conception : Walt Disney Imagineering
- Début ouverture saisonnière : 5 janvier 2004
  - Ouverture saisonnière : mars, avril et décembre.
- Fermeture : 31 décembre 2005 (sauf les attractions, saisonnier)
- Partenaire : MetLife (de 1989 à juin 2001)
- Cout : 100 millions de $[4]
- Superficie : 9 290 m2
- Taille du dôme géodésique[1] :
  - 20 m de haut
  - 76,2 m de diamètre
- Hauteur de la chaîne ADN  : 23 m
- Situation : 28° 22′ 29″ N, 81° 32′ 49″ O

### Historique
Le pavillon ouvrit le 19 octobre 1989 avec plusieurs attractions, des restaurants et des boutiques.
En juin 2001, le contrat avec MetLife prit fin et aucun nouveau partenaire ne fut trouvé.
Depuis le 4 janvier 2004, Disney a pris la décision officielle de n'ouvrir le pavillon que durant les vacances et les mois d'été.
Les éléments du pavillon sont fermés depuis le 31 décembre 2005 exception faite des grandes attractions ouvertes elles de manière saisonnière,.
Depuis le 1er janvier 2007, il a été décidé de fermer définitivement le pavillon. Ce dernier n'attirait plus les foules et vieillissait. Depuis, toutes les indications : logos, panneaux, plans ont été retirés. Le pavillon a été transformé en pavillon d'évènements spéciaux ou soirées privées. L'intérieur du dôme a été réaménagé et les attractions ne sont plus accessibles au public.
On suppose que les 2 attractions majeures du pavillon (Body Wars et Cranium Command) n'ont pas été totalement supprimées. Une rumeur avait couru selon laquelle certains simulateurs de Body Wars (identiques à l'attraction Star Tours des parcs Disney's Hollywood Studios, Parc Disneyland, Disneyland Park et Tokyo Disneyland) ont servi à des tests pour la future attraction Star Tours 2.

### Les attractions
- Body Wars est un simulateur de volant embarquant les visiteurs dans un voyage dans le système vasculaire au rythme du flux sanguin.
  - Ouverture : 19 octobre 1989
  - Fermeture : 1er janvier 2007
  - Type d'attraction : Simulateur

Body Wars a été construit quelques années après le succès mondial de Star Tours. Body Wars ressemble beaucoup à son ainé : la file d'attente avec son hall d'embarquement reprenant les "baies 1-2-3-4" avec des portes et écrans automatiques; l'aspect intérieur des simulateurs, identiques aux Starspeeders 3000 et l'écran de projection central et une télé sur la droite. À noter une différence majeur : l'absence d'audio-animatronic tel que REX comme guide.
- Cranium Command est un spectacle mêlant acteurs, film et audio-animatronics. Il explique les fonctions du cerveau humain et ses interactions avec le reste du corps. Cette attraction se divisait en 2 parties : la partie "pré-show" sur écran dans laquelle on expliquait aux visiteurs ce qui les attendait, puis le "main show" dans un théâtre avec en guise de scène l'intérieur d'un crâne humain et le héros de l'attraction.
  - Ouverture : 19 octobre 1989
  - Fermeture : 1er janvier 2007
  - Type d'attraction : Théâtre assis avec audio-animatronic

Cranium Command était surtout réputé pour son show principal, mettant en scène un audio-animatronic d'une jeune recrue.
Dans le pré-show, les visiteurs participent à une journée de recrutement afin de devenir "conscience" du cerveau humain et donc d'être celui qui gère tout un corps. Durant la présentation sous forme de dessin animé, nous faisons la connaissance d'un général survolté et de notre héros "Buzzy". Ce dernier participe à un exercice de mise en situation en plongeant dans la tête d'un adolescent.
- The Making of Me est un film de 15 minutes sur la procréation et la parturition avec en vedette Martin Short, réalisé par Glenn Gordon Caron[5].
  - Ouverture : 30 octobre 1989
  - Fermeture : 31 décembre 2005
  - Type d'attraction : Théâtre assis
- Coach's Corner (fermé le 31 décembre 2005)
- Goofy About Health (fermé le 31 décembre 2005)
  - Type d'attraction : Théâtre assis
- Fitness Fairgrounds exposition interactive sur l'athlétisme (fermé le 31 décembre 2005)
- Frontiers of Medicine: exposition interactive (fermé le 31 décembre 2005)
- Anocomical Players est une troupe d'animation (fermé depuis août 2000)

L'album Deep Breakfast de Ray Lynch est joué dans le hall du pavillon

### Boutiques
- Well and Goods Limited permet d'acheter des produits "bons" pour la santé dont des articles de sports.

### Restaurants
- Pure & Simple proposait divers type de sandwichs (fermé en janvier 2004)

## Série de films éducatifs
Associé à ce pavillon, le studio Disney a produit plusieurs films éducatifs sortis en janvier 1990 dont :
- The Bone and Muscle Get Rhythm (26 janvier 1990, 11 min) expliquant les mouvements des os et des muscles durant la danse[6].
- The Brain and the Nervous System Think Science (26 janvier 1990, 11 min) expliquant le cerveau et le système nerveux durant une réflexion[7]
- The Heart and Lungs Play Ball (26 janvier 1990, 11 min) explication du système respiratoire avec pour exemple un joueur de football[8]